# Hot and Heavy (album des Scorpions)
Albums de Scorpions
Best of Scorpions
(1979) Gold Ballads
(1984)
L'album Hot & Heavy est une compilation du groupe allemand de hard rock Scorpions sortie le 4 mai 1982.

## Liste des titres 0:38:56
| No  | Titre                      | Paroles | Musique | Album       | Durée |
| --- | -------------------------- | ------- | ------- | ----------- | ----- |
| 01. | He's a Woman - She's a Man |         |         | Hot & Heavy | 03:14 |
| 02. | Speedy's Coming            |         |         | Hot & Heavy | 03:33 |
| 03. | Catch Your Train           |         |         | Hot & Heavy | 03:34 |
| 04. | Dark Lady                  |         |         | Hot & Heavy | 03:25 |
| 05. | Far Away                   |         |         | Hot & Heavy | 05:39 |
| 06. | Steamrock Fever            |         |         | Hot & Heavy | 03:35 |
| 07. | The Riot of Your Time      |         |         | Hot & Heavy | 04:10 |
| 08. | Robot Man                  |         |         | Hot & Heavy | 02:42 |
| 09. | Polar Nights               |         |         | Hot & Heavy | 05:04 |
| 10. | I've Got to Be Free        |         |         | Hot & Heavy | 04:00 |

Source des titres et durées.